# بی-۱۳۵
بی-۱۳۵ (به انگلیسی: Avia_B-135) یک هواگرد از نوع جنگنده ساخت شرکت آویا است. هواگرد بی-۱۳۵ نخستین پروازش را در ۲۸ سپتامبر ۱۹۳۸ میلادی انجام داد. در مجموع، تعداد ۱۲ فروند از این هواگرد ساخته شده‌است.
طراح این هواگرد، František Novotný بود.